# Kent-Gruppe
Die Kent-Gruppe (englisch Kent Group) ist eine unbewohnte Inselgruppe in der Bass-Straße zwischen Australien und Tasmanien. Die aus sechs Inseln bestehende Gruppe liegt etwa 50 Kilometer nordwestlich der Furneaux-Gruppe.
Alle Inseln sind felsig und meist nur spärlich bewachsen. Die größte Insel Deal Island liegt im Zentrum der Gruppe. Die Murray Passage respektive Murray Pass trennt sie von den beiden Inseln im Westen, Erith Island (Norden) und Dover Island (Süden). Diese beiden Inseln sind bei Niedrigwasser durch eine kiesige Sandbank – The Swashway genannt – miteinander verbunden. Der Murray Pass ist hingegen rund einen Kilometer breit und hat hohe Kliffs zu beiden Seiten.

## Geschichte
Auf den Inseln fanden sich Spuren von Aborigines.
Am 7. Februar 1798 passierte der englische Forschungsreisende Matthew Flinders an Bord der HMS Supply die Inseln und benannte sie nach dessen Kapitän William Kent.

## Liste der Inseln
| Inselname         | Aliasname | Koordinaten           | Fläche | Einwohner | Anmerkung |
| ----------------- | --------- | --------------------- | ------ | --------- | --------- |
| Dover Island      |           | 39° 28′ S, 147° 17′ O | 2,9    | –         |           |
| North Rock        |           | 39° 26′ S, 147° 17′ O | 0,01   | –         | Felsen    |
| Erith Island      |           | 39° 27′ S, 147° 17′ O | 3,2    | –         |           |
| Deal Island       |           | 39° 29′ S, 147° 20′ O | 15,74  | –         |           |
| Anvil Rock        |           | 39° 26′ S, 147° 22′ O | 0,01   | –         | Felsen    |
| North East Island |           | 39° 27′ S, 147° 23′ O | 0,3    | –         |           |

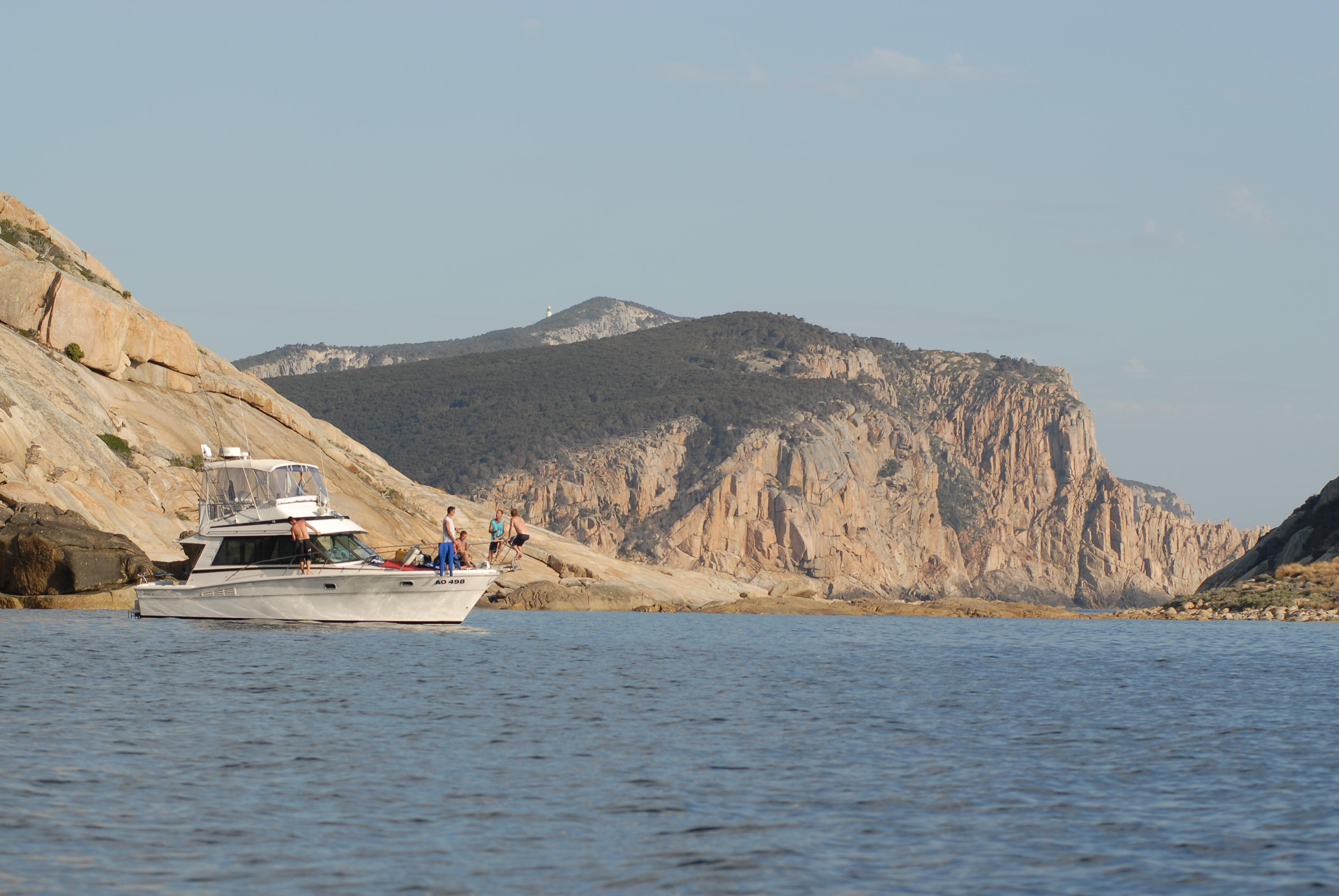
Die Felswände von Deal Island

Vereinzelt werden die zwölf Kilometer westlich gelegenen Judgement Rocks (39° 31′ S, 147° 8′ O) der Kent-Gruppe zugerechnet.

## Tierwelt
Die Inselgruppe ist ein wichtiger Lebensraum für Robben, da diese hier einen sicheren Platz zur Aufzucht ihrer Jungen auf vor Hochwasser geschützten Stränden finden. Außerdem bieten die Inseln Lebensraum für Sturmvögel, Feensturmvögel, Austerfischern und Kormorane sowie für Kolonien von Kurzschwanzsturmtauchern und Zwergpinguinen.

## Naturschutz
Die Kent-Inseln und die Judgement Rocks, nebst dem sie jeweils umgebenden Meeresgebiet, bilden seit 1947 den Kent-Group-Nationalpark, der eine Gesamtfläche von 165 km² aufweist.

## Schiffswracks
Der Murray Pass, benannt nach dem englischen Forschungsreisenden John Murray, zwischen Deal Island und Erith Island wurde lange von Schiffen als Schutzhafen bei Stürmen in der Bass-Straße genutzt. Diese offene Reede erwies sich jedoch bei plötzlichen Änderungen der Windrichtung und -geschwindigkeit als gefährlich, viele Schiffe erlitten dadurch Schiffbruch. Andere liefen beim Versuch, Schutz zu finden, wegen schlechter Navigation in Dunkelheit oder bei schlechtem Wetter auf die Inseln. Die hier gesunkenen Schiffe sind unter anderem:
- 1816, The Brothers, Schoner, 40 Tonnen, Kapitän William Hovell, 1 Toter.
- 1819, Daphne, Brigg, 151 Tonnen, Kapitän John Howard, keine Toten.
- 1819, John Palmer, Schoner, 37 Tonnen, Kapitän Bastian, 2 Tote (einer davon von der Daphne)
- 1831, Ionia, Brig, 226 Tonnen, Kapitän Buck. 3 Tote.
- 1850, Ida, Schoner, 50 Tonnen, keine Toten.
- 1851, White Squall, Schoner, 104 Tonnen, Kapitän Chattock, keine Toten.
- 1852, Dorset, Brig, 82 Tonnen, Kapitän Birdwood, keine Toten.
- 1852, Mary, Brig, 308 Tonnen, keine Toten.
- 1855, Elizabeth Mason, Schoner, 79 Tonnen, Kapitän McIntyre, keine Toten.
- 1856, Kendall, Schoner, 157 Tonnen, Kapitän Read, keine Toten.
- 1862, Reindeer, Schoner, 104 Tonnen, Kapitän Morris, gesamte Mannschaft (ca. 8 Mann) verloren.
- 1863, General Jessup, Bark, 193 Tonnen, Kapitän Hodge, keine Toten.
- 1866, Boscarne, Schoner, 63 Tonnen, Kapitän Black, keine Toten.
- 1875, Essie Black, Bark, 281 Tonnen, Kapitän Sivier, gesamte Mannschaft (ca. 10 Mann) verloren.
- 1877, Bulli, Eisernes Dampfschiff, 524 Tonnen, Kapitän Randell, keine Toten (beliebtes Tauchziel).
- 1921, Karitane, Dampfschiff mit Stahlhülle, 1376 Tonnen, Kapitän Spain, keine Toten.
- 1930, Ida N, neues Fischerboot, 25 Tonnen, Kapitän Busk, keine Toten.
- 1961, St. Nicholas, neu gebautes Fischereischiff, 45 Tonnen, keine Toten.